# Полет 267 на „Тригана Еър“
Полет 267 на „Тригана Еър“ е редовен вътрешен пътнически полет от летище Сентани, Джаяпура, до летище „Оксибил“, Оксибил, Индонезия, управляван от „Тригана Еър“. На 16 август 2015 г. турбовитловият самолет ATR 42 – 300, който изпълнява полета, се разбива при заход в планинския регион Бинтанг на Оксибил и убива всички 49 пътници 5 души членове на екипажа на борда на машината. По време на инцидента самолетът е на последния етап от своя планиран маршрут и няма подаден сигнал за помощ от екипажа.
Индонезийският национален комитет за безопасност на транспорта публикува окончателния си доклад за инцидента през декември 2017 г. Той сочи, че отклонението от насоките за визуален заход и правилата за визуален полет без оглед на времето и терена, както и вероятното изключване на системата за предупреждение за близост до земята допринасят пряко за катастрофата, усложнена от недостатъци в културата на безопасност на „Тригана Еър“. С 54 смъртни случая това е най-смъртоносният инцидент с участието на ATR 42 и най-смъртоносният инцидент на авиокомпанията от създаването ѝ през 1991 г.
Катастрофата връща фокуса върху безопасността на индонезийската авиация, който показва, че за последните 10 години смъртността при авиокатастрофи е 1 на всеки 1 милион пътници, в сравнение с 1 смъртен случай за всеки 25 милиона пътници за авиокомпаниите в САЩ. Индонезия вижда поне една голяма катастрофа със загуба на самолет всяка година от 2010 г. до този момент и страната е оценена „под средното за света“ в бранша. Авиационен експерт изразява мнение, че предишните катастрофи на „Тригана Еър“ предполагат, че е необходимо по-добро обучение на пилотите, тъй като контролираният полет в терена е фактор за повечето фатални самолетни катастрофи на авиокомпанията.